# Кубок України з футболу 2020—2021
Кубок України з футболу 2020—2021 — 30-й розіграш Кубка України. Тривав з 25 серпня 2020 року до 13 травня 2021 року. Фінальний матч відбувся 13 травня 2021 року в місті Тернопіль між командами «Динамо» і «Зоря».
Усі етапи турніру складаються з одного матчу. Жеребкування — сліпе. Якщо команди виступають в одній лізі, то господарем буде команда, яка отримала непарний номер під час жеребкування. Якщо команди з різних ліг, то господарем буде команда із нижчої ліги.
Тернопіль став 8-м містом України, в якому відбувся фінал Кубка України.

## Учасники
У цьому розіграші кубка беруть участь 53 команди чемпіонату України, а також фіналісти Кубка України серед аматорів 2019—2020.
| Клуби Прем'єр-ліги: - «Ворскла» (Полтава) - «Десна» (Чернігів) - «Динамо» (Київ) - «Дніпро-1» (Дніпро) - «Зоря» (Луганськ) - «Інгулець» (Петрове) - «Колос» (Ковалівка) - ФК «Львів» (Львів) - ФК «Маріуполь» (Маріуполь) - ФК «Минай» (Минай) - ФК «Олександрія» (Олександрія) - «Олімпік» (Донецьк) - «Рух» (Львів) - «Шахтар» (Донецьк) | Клуби першої ліги: - «Авангард» (Краматорськ) - «Агробізнес» (Волочиськ) - «Альянс» (Липова Долина) - «Верес» (Рівне) - «Волинь» (Луцьк) - «ВПК-Агро» (Шевченківка) - «Гірник-Спорт» (Горішні Плавні) - «Кремінь» (Кременчук) - «Кристал» (Херсон) - «Металіст 1925» (Харків) - МФК «Миколаїв» (Миколаїв) - «Нива» (Тернопіль) - «Оболонь» (Київ) - «Полісся» (Житомир) - «Прикарпаття» (Івано-Франківськ) - «Чорноморець» (Одеса) | Клуби другої ліги: - «Балкани» (Зоря) - «Буковина» (Чернівці) - «Діназ» (Вишгород) - «Дніпро» (Черкаси) - «Енергія» (Нова Каховка) - «Епіцентр» (Дунаївці) - «Карпати» (Галич) - «Карпати» (Львів) - «Кривбас» (Кривий Ріг) - «Метал» (Харків) - МФК «Металург» (Запоріжжя) - «Нива» (Вінниця) - ФК «Нікополь» (Нікополь) - «Перемога» (Дніпро) - «Поділля» (Хмельницький) - «Реал Фарма» (Одеса) - «Рубікон» (Київ) - «Таврія-Сімферополь» (Сімферополь) - ФК «Ужгород» (Ужгород) - «Чайка» (Петропавлівська Борщагівка) - «Черкащина» (Черкаси) - ФК «Чернігів» (Чернігів) - «Яруд» (Маріуполь) | Фіналісти Кубка серед аматорів: - «Олімпія» (Савинці) - «Вікторія» (Миколаївка) |

## Перший попередній етап
Жеребкування відбулося 21 серпня 2020 року. Через поширення COVID-19 та на прохання учасників, при жеребкуванні команди були розділені за територіальним принципом. Матчі відбулися 26 серпня — 9 вересня 2020 року. У цьому етапі брали участь 38 команд — 2 аматорські команди, 23 команди другої ліги та 13 команд першої ліги.
| Команда 1            | Рахунок        | Команда 2       |
| -------------------- | -------------- | --------------- |
| 26 серпня            |                |                 |
| «Кривбас»            | 4:2            | «Черкащина»     |
| 28 серпня            |                |                 |
| «Чайка»              | 0:1            | «Полісся»       |
| «Карпати» Г          | 1:2            | «Нива» Т        |
| 29 серпня            |                |                 |
| «Перемога»           | 0:2            | «Кремінь»       |
| «Метал»              | 1:3            | «ВПК-Агро»      |
| «Вікторія»           | 4:0            | «Яруд»          |
| «Альянс»             | 2:0            | «Металіст 1925» |
| ФК «Нікополь»        | 1:3            | «Кристал»       |
| «Енергія»            | 2:3            | «Чорноморець»   |
| «Балкани»            | 0:1            | МФК «Миколаїв»  |
| «Рубікон»            | 0:2            | «Діназ»         |
| «Нива» В             | +:−            | ФК «Чернігів»   |
| «Поділля»            | −:+            | «Прикарпаття»   |
| ФК «Ужгород»         | 2:0            | «Буковина»      |
| 30 серпня            |                |                 |
| «Таврія-Сімферополь» | 2:1            | «Реал Фарма»    |
| «Епіцентр»           | 4:0            | «Карпати» Л     |
| «Олімпія»            | 1:2 (дч)       | «Гірник-Спорт»  |
| 8 вересня            |                |                 |
| «Дніпро»             | 0:5            | «Верес»         |
| 9 вересня            |                |                 |
| МФК «Металург»       | 0:0 (пен. 4:3) | «Авангард»      |

## Другий попередній етап
Жеребкування відбулося 10 вересня 2020 року, матчі — 16 та 17 вересня 2020 року. Як і у першому попередньому раунді, при жеребкуванні команди були розділені за територіальним принципом. У цьому етапі брали участь 22 команди — 19 переможців першого попереднього етапу та 3 команди першої ліги.
| Команда 1      | Рахунок        | Команда 2            |
| -------------- | -------------- | -------------------- |
| 16 вересня     |                |                      |
| «ВПК-Агро»     | 2:2 (пен. 4:2) | «Кремінь»            |
| МФК «Миколаїв» | 1:0            | «Чорноморець»        |
| «Нива» В       | 2:2 (пен. 4:3) | «Кристал»            |
| «Кривбас»      | 4:1            | «Таврія-Сімферополь» |
| «Альянс»       | 0:3            | «Верес»              |
| «Вікторія»     | 0:0 (пен. 8:7) | «Діназ»              |
| «Оболонь»      | 0:1            | «Полісся»            |
| «Волинь»       | 0:1            | «Прикарпаття»        |
| ФК «Ужгород»   | 0:1            | «Агробізнес»         |
| 17 вересня     |                |                      |
| МФК «Металург» | 1:4            | «Гірник-Спорт»       |
| «Епіцентр»     | 3:0            | «Нива» Т             |

## 1/16 фіналу
Жеребкування відбулося 18 вересня 2020 року, матчі — 30 вересня та 13 листопада 2020 року. У цьому етапі брали участь 22 команди — 11 переможців другого попереднього етапу та 11 команд Прем'єр-ліги.
| Команда 1        | Рахунок  | Команда 2      |
| ---------------- | -------- | -------------- |
| 30 вересня       |          |                |
| «Полісся»        | 1:2      | ФК «Минай»     |
| «Прикарпаття»    | 0:1      | «Колос»        |
| «Ворскла»        | 2:0      | ФК «Львів»     |
| ФК «Олександрія» | 4:1      | «Інгулець»     |
| «Кривбас»        | 0:1      | «Нива» В       |
| «Епіцентр»       | 1:2      | «Агробізнес»   |
| «Верес»          | 4:2 (дч) | МФК «Миколаїв» |
| «Гірник-Спорт»   | 3:5 (дч) | «Дніпро-1»     |
| «Десна»          | 2:1      | «Рух»          |
| «Вікторія»       | 1:3      | ФК «Маріуполь» |
| 13 листопада     |          |                |
| «ВПК-Агро»       | 1:0      | «Олімпік»      |

## 1/8 фіналу
Жеребкування відбулося 26 жовтня 2020 року, матчі — 2 та 16 грудня 2020 року. У цьому етапі брали участь 12 команд — 11 переможців 1/16 фіналу та 1 команда Прем'єр-ліги.
| Команда 1        | Рахунок | Команда 2      |
| ---------------- | ------- | -------------- |
| 2 грудня         |         |                |
| «Агробізнес»     | 1:0     | «Ворскла»      |
| «ВПК-Агро»       | 0:5     | «Дніпро-1»     |
| ФК «Олександрія» | 3:0     | ФК «Минай»     |
| «Верес»          | 1:0     | ФК «Маріуполь» |
| «Нива» В         | 0:4     | «Колос»        |
| 16 грудня        |         |                |
| «Десна»          | 0:1     | «Зоря»         |

## 1/4 фіналу
Жеребкування відбулося 18 грудня 2020 року, матчі — 3 березня 2021 року. У цьому етапі брали участь 8 команд — 6 переможців 1/8 фіналу та 2 команди Прем'єр-ліги.
| Команда 1    | Рахунок        | Команда 2        |
| ------------ | -------------- | ---------------- |
| «Динамо»     | 0:0 (пен. 4:3) | «Колос»          |
| «Дніпро-1»   | 1:1 (пен. 3:4) | ФК «Олександрія» |
| «Агробізнес» | 1:0 (дч)       | «Шахтар»         |
| «Верес»      | 1:2            | «Зоря»           |

## 1/2 фіналу
Жеребкування відбулося 4 березня 2021 року, матчі — 21 квітня 2021 року.
| Команда 1        | Рахунок        | Команда 2 |
| ---------------- | -------------- | --------- |
| «Агробізнес»     | 0:3            | «Динамо»  |
| ФК «Олександрія» | 1:1 (пен. 3:4) | «Зоря»    |

## Фінал
| 13 травня 2021 19:00 +17 °C |

| «Динамо»     | 1:0 (дч) | «Зоря» |
| ------------ | -------- | ------ |
| Циганков 98' | Протокол |        |

| Міський ім. Романа Шухевича, Тернопіль Глядачів: 3000 Арбітр: Юрій Іванов (Донецька область) |

## Найкращі бомбардири
| Місце | Футболіст         | Клуб       | Голи (пен.) | Матчі |
| ----- | ----------------- | ---------- | ----------- | ----- |
| 1     | Микола Буй        | «Епіцентр» | 4           | 2     |
| 1     | Роберт Гегедош    | «Верес»    | 4           | 5     |
| 1     | Артем Довбик      | «Дніпро-1» | 4 (1)       | 3     |
| 4     | Олександр П'ятов  | «Кривбас»  | 3           | 2     |
| 4     | Павло Оріховський | «Колос»    | 3           | 3     |
| 4     | Михайло Шестаков  | «Верес»    | 3 (1)       | 4     |